# تپه امارت باغی
تپه امارت باغی مربوط به هزاره ۴ و ۳ قبل از میلاد - سده‌های میانه دوران‌های تاریخی پس از اسلام است و در شهرستان مراغه، بخش سراجو، دهستان سراجوی غربی، روستای تازه کند قشلاق واقع شده و این اثر در تاریخ ۲۷ اسفند ۱۳۸۶ با شمارهٔ ثبت ۲۲۲۶۹ به‌عنوان یکی از آثار ملی ایران به ثبت رسیده است.